# Іваницький Федір Ігорович

Федір Ігорович Іваницький (1861—1929) — депутат Державної думи І скликання від Харківської губернії.

## Біографія
Православний українець, дворянин Зміївського повіту Харківської губернії .
Закінчив Харківську ІІІ гімназію. У 1882 вступив до Харківського ветеринарного інституту, але не закінчив курс через участь у студентських заворушеннях 1882—1883.

### Народовець
Восени 1882 р. учасник харківської народовольчої організації. У 1883 заарештований, висланий до Полтави, де був знову заарештований, звинувачувався у справі, пов'язаній зі справою В.М. Фігнер, до 1884 перебував ув'язнений у різних в'язницях, у тому числі і в Петропавлівській фортеці, потім засланий в адміністративному порядку на 15 років у Кокчетав Акмолінської області. Восени 1885 р. Іваницький утік із Кокчетава разом із О.Я.Енгелем.Народоволець Б.Д. Оржих згадував:
Досвідчених людей і цілком придатних для того, щоб зробити їх нелегальними для широкої організаційної відповідальної роботи, не було видно довкола. Іваницький, який приїхав [під час втечі] з Харкова, зовсім не був із цього тіста. Та він і заявив, що почувається хворим і потребує відпочинку. Ми дали йому адресу до Севастополя, де він не більше як через три тижні сам з'явився до влади, щоб його відправили назад на заслання, що вони й зробили. Можливо, що він залишився відірваним від усього, не знаю, але принаймні такі люди в такі важкі моменти не годилися для великої справи...
У 1886 із Сімферополя Іваницького повернуто до Кокчетава. З 1889 рядовий в Акмолінській військовій команді, потім переведений на Кавказ у Тенгінський піхотний полк .

### Земський діяч
У 1891 році після закінчення військової служби повернувся до Харківської губернії, почав займатися сільським господарством.
В 1891 брав участь у боротьбі з голодом, в 1892 — з холерою, в 1893 — з чумою рогатої худоби.
З 1893 член, а з 1905 року голова Зміївської повітової земської управи. Харківський губернський земський голосний. Член «Союзу визволення». Член Харківського губернського комітету Конституційно-демократичної партії (з 1905). 4—11 січня 1906 р. делегат від Харківської губернії на 2-му з'їзді конституційно-демократичної партії.

### Депутат Державної Думи
26 березня 1906 р. обраний до Державної Думи I скликання від загального складу виборщиків Харківських губернських виборчих зборів. Входив до Конституційно-демократичної фракції. Член Комісії з вивчення "незакономірних дій посадових осіб". Доповідач цієї комісії (за переданими на її висновок запитами). Підписав законопроект "Про зміни статей 55-57 Установи Державної думи 20 лютого 1906".
10 липня 1906 року у м. Виборзі підписав «Виборзьку відозву».

### Після розгону Думи
12 вересня 1906 року у Іваницького в мебльованих кімнатах «Америка» на Воздвиженці з 10 вечора до першої години ночі був проведений обшук. Після його закінчення Ф.І. Іваницький був заарештований і вивезений, хоча, як повідомляли «Російські відомості» від 14 листопада 1906, нічого компрометуючого знайдено не було.
У 1907 р. засуджений у справі про Виборзьку відозву за ст. 129, ч. 1, п. п. 51 та 3 Кримінального Уложення, засуджений до 3 місяців в'язниці та позбавлений виборчих прав. Висланий із Харківської губернії.
У квітні 1911 року залишався висланим із рідної губернії.
У Першу світову війну 1914-1918 уповноважений "Всеросійського союзу міст" на ряді фронтів.
Після Лютневої революції 1917 р. комісар Тимчасового уряду на Кавказькому фронті. 8 серпня 1917 року розпорядженням уряду Ф. І. Іваницького затверджено помічником з цивільної частини генерал-комісара Турецької Вірменії.
У Громадянську війну 1918-1922 після заняття Харкова частинами Добровольчої армії генерала А. І. Денікіна товариш (заступник) харківського міського голови (за обранням). Один із лідерів Харківського губернського комітету конституційно-демократичної партії. 28-31 жовтня 1918 р. серед керівництва Південно-Східним крайовим з'їздом кадетів в Катеринодарі, представляючи Харківський комітет конституційних демократів  . За адміністрації генерала П. М. Врангеля у Севастополі входив до Бюро Тимчасового об'єднання членів комітетів "Партії народної свободи". 7 лютого 1919 р. Ф.І. Іваницький обраний до складу Всеросійського Національного Центру.
Евакуювався до Константинополя разом із армією. Очолив Комітет допомоги біженцям. Потім переїхав до Югославії. Був членом Російської парламентської групи в Белграді, головою Комітету Червоного Хреста. Прихильник «нової тактики» П.М. Мілюкова. У березні 1924 р. організував і очолив у місті Суботиця (Югославія) Демократичну групу конституційно-демократичної партії.

## Родина
Дружина — Олена Михайлівна (одружений на ній не пізніше 20 серпня 1897).
Батько — Ігор Федорович Іваницький, звільнений у відставку майором 12 серпня 1858 від служби в Окремому Резервному Кавалерійському Корпусі. Нагороджений орденом св. Анни ІІІ ступеня.
Мати — Катерина Миколаївна.
Брати — Микола(1857), Михайло(1863), Сергій(1865), Дмитро(1866).
Сестра — Ганна (1859).